# Anolis parvicirculatus
Anolis parvicirculatus е вид влечуго от семейство Анолисови (Dactyloidae). Видът е незастрашен от изчезване.

## Разпространение
Разпространен е в Мексико.